# Zoran Poznič
Zoran Poznič, slovenski kipar in politik, * 1959, Trbovlje.
Poznič je nekdanji minister za kulturo Republike Slovenije v času vlade Marjana Šarca. Pred tem je bil direktor Delavskega doma Trbovlje.

## Življenjepis
Po zaključeni osnovni šoli se je vpisal in leta 1979 opravil Srednjo šolo grafike in tiska v Ljubljani (danes Srednja medijska in grafična šola Ljubljana) ter leta 2003 Srednjo šolo za storitvene dejavnosti in logistiko v Celju. Nato se je vpisal na Akademijo za likovno umetnost in oblikovanje v Ljubljani, kjer je pri profesorju Sergeju Kapusu leta 2007 diplomiral iz kiparstva, leta 2010 pa magistriral iz videa in novih medijev pod mentorstvom prof. Sreča Dragana.
Leta 2008 je postal direktor Delavskega doma Trbovlje, 2017 pa tudi podpredsednik Zveze društev slovenskih likovnih umetnikov. 8. marca 2019 je bil po lastnem predlogu na listi Socialnih demokratov potrjen za novega ministra za kulturo Republike Slovenije v 13. vladi Republike Slovenije, kjer je zamenjal Dejana Prešička.
26. marca 2021 je bil izvoljen na mesto predsednika Zveze društev slovenskih likovnih umetnikov (ZDSLU).
20. novembra 2022 je bil izvoljen za župana Občine Trbovlje.

## Nagrade
- Prvojunijska nagrada Občine Trbovlje (2012)
- Srebrni znak za inovacije Gospodarske zbornice Slovenije (2016)
- Srebrni znak za inovacije Gospodarske zbornice Slovenije (2017)
- Nagrada Slovenske turistične organizacije (2018) za izvirno idejo Virtualni poligon »Luknja v prihodnost«[2]